# Usan House

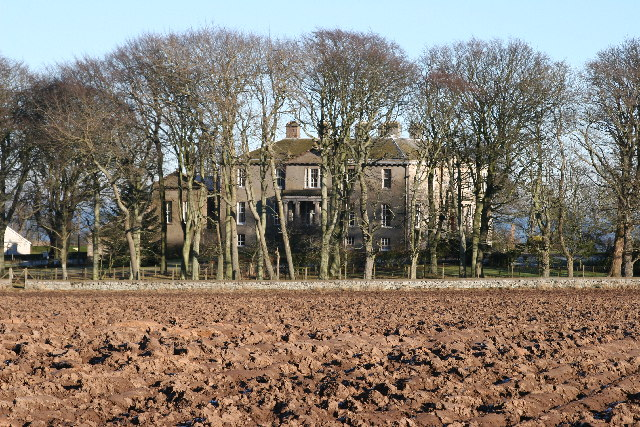
Usan House

Usan House ist ein Herrenhaus nahe der schottischen Kleinstadt Montrose in der Council Area Angus. 1971 wurde das Bauwerk in die schottischen Denkmallisten in der höchsten Denkmalkategorie A aufgenommen. Die zugehörigen Stallungen, die Lodge sowie die Torzufahrt sind separat als Kategorie-B-Bauwerke klassifiziert.

## Beschreibung
Usan House wurde im Jahre 1820 fertiggestellt. Das Billardzimmer wurde um 1880 ergänzt. Das Herrenhaus steht rund zwei Kilometer südlich von Montrose nahe der Nordseeküste. Die Herrenhäuser Craig House und Dunninald Castle befinden sich in geringer Entfernung. Das große zweistöckige Herrenhaus ist klassizistisch ausgestaltet. An seiner Hauptfassade tritt ein ionischer Portikus heraus, der über eine Vortreppe zugänglich ist. Die Fenster sind bekrönt. Die Fassaden schließen mit einem Kranzgesimse mit Zahnschnitt.

## Stallungen
Die Stallungen von Usan House entstanden, wie auch das Usan House selbst, um 1820. Sie befinden sich nordöstlich des Herrenhauses. Der Bruchsteinbau ist mit einer segmentbogigen Arkade ausgestaltet. Zugehörig ist ein längliches Taubenhaus, das mit einem Pyramidendach schließt. Die Dächer sind mit Schiefer eingedeckt.

## Lodge und Torzufahrt
Die um 1820 errichtete Lodge und Torzufahrt markiert die nördliche Zufahrt zu dem Anwesen. Die kleine einstöckige Lodge ist klassizistisch ausgestaltet mit dorischem Eingangsbereich. Ihre Fassaden sind mit Harl verputzt. Das Dach ist schiefergedeckt. Die Natursteinpfeiler der Torzufahrt sind mit gekehltem Gesimse und aufsitzenden Urnen gestaltet. Niedrige, geschwungene Mauern führen zu den Pfeilern hin.